# America's Next Top Model (mùa 21)
Mùa thứ hai mươi mốt của America's Next Top Model (còn được gọi là America's Next Top Model: Các chàng trai và cô gái) được phát sóng vào ngày 18 tháng 8 năm 2014 trên The CW. Tyra Banks, Kelly Cutrone đều quay trở lại với vai trò là ban giám khảo, trong khi cố vấn hướng dẫn catwalk J. Alexander quay trở lại sau ba mùa vắng mặt, thay thế Rob Evans, trong khi giám đốc sáng tạo Johnny Wujek từ mùa 19, đã thay thế nhờ nhiếp ảnh gia Yu Tsai. Như trong các mùa trước, chỉ số truyền thông vẫn là một yếu tố quyết định để loại trừ. Trái ngược với những mùa trong quá khứ, hình ảnh biến mất cuối chương trình được làm bởi nghệ sĩ Vincent Devine đến từ Island. Đây là lần đầu tiên hình ảnh biến mất của các thí sinh được biểu diễn bởi một nghệ sĩ.
Các thí sinh trong màn bán kết được tiết lộ trên trang Instagram của America's Next Top Model trong khi 14 thí sinh cuối cùng được công bố khi phần bình chọn bắt đầu. Điểm đến quốc tế trong mùa giải này là thủ đô Seoul cho top 7. Có 5 tập phim được ghi hình ở Seoul, một trong số đó là James từ Royal Pirates, và trong Chung kết có sự xuất hiện của nhóm nhạc nữ K-pop 2NE1, nhóm nhạc nam BTOB, diễn viên-người mẫu Lee Soo-hyuk và nhà thiết kế Lee Sang Bong.
Quán quân của mùa 21 là Keith Carlos 26 tuổi đến từ Bridgeport, Connecticut, là người mẫu nam đầu tiên chiến thắng. Anh giành được giải thưởng gồm một hợp đồng với NEXT Model Management, xuất hiện trên trang bìa tạp chí Nylon và hợp đồng quảng cáo với Guess trị giá $100,000.
Top 8 Mirjana Puhar của chương trình bị bắn chết vào ngày 24 tháng 2 năm 2015 tại nhà bạn trai ở Charlotte, North Carolina.

## Thí sinh
(Tính theo tuổi khi còn trong cuộc thi)
| Thí sinh | Thí sinh        | Tuổi | Chiều cao              | Quê quán                   | Bị loại ở | Hạng                    |
| -------- | --------------- | ---- | ---------------------- | -------------------------- | --------- | ----------------------- |
|          | Ivy Timlin      | 20   | 1,73 m (5 ft 8 in)     | Buffalo, New York          | Tập 3     | 14                      |
|          | Romeo Tostado   | 23   | 1,84 m (6 ft 1⁄2 in)   | Salinas, California        | Tập 5     | 13 (tước quyền thi đấu) |
|          | Ben Schreen     | 24   | 1,91 m (6 ft 3 in)     | Waverly, Iowa              | Tập 6     | 12                      |
|          | Kari Calhoun    | 23   | 1,74 m (5 ft 8+1⁄2 in) | Dallas, Texas              | Tập 7     | 11                      |
|          | Matthew Smith   | 24   | 1,93 m (6 ft 4 in)     | Highlands Ranch, Colorado  | Tập 8     | 10                      |
|          | Denzel Wells    | 23   | 1,78 m (5 ft 10 in)    | Houston, Texas             | Tập 9     | 9                       |
|          | Mirjana Puhar † | 18   | 1,74 m (5 ft 8+1⁄2 in) | Charlotte, North Carolina  | Tập 10    | 8                       |
|          | Raelia Lewis    | 22   | 1,84 m (6 ft 1⁄2 in)   | Philadelphia, Pennsylvania | Tập 12    | 7                       |
|          | Chantelle Young | 19   | 1,73 m (5 ft 8 in)     | Toronto, Canada            | Tập 13    | 6                       |
|          | Shei Phan       | 23   | 1,76 m (5 ft 9+1⁄2 in) | Oklahoma City, Oklahoma    | Tập 14    | 5                       |
|          | Lenox Tillman   | 19   | 1,77 m (5 ft 9+1⁄2 in) | Newnan, Georgia            | Tập 16    | 4                       |
|          | Adam Smith      | 26   | 1,78 m (5 ft 10 in)    | Memphis, Tennessee         | Tập 16    | 3                       |
|          | Will Jardell    | 23   | 1,95 m (6 ft 5 in)     | Nederland, Texas           | Tập 16    | 2                       |
|          | Keith Carlos    | 26   | 1,85 m (6 ft 1 in)     | Bridgeport, Connecticut    | Tập 16    | 1                       |

## Các tập phát sóng

### Tập 1: The Boyz R Back
Ngày phát sóng: 18/8/2014
- Khách mời: Cory Hindorff

### Tập 2: The Guy Who Gets a Second Chance
Ngày phát sóng: 25/8/2014
- Nhiếp ảnh gia: Franco Lacosta, Yu Tsai

### Tập 3: The Girl Who's a Player
Ngày phát sóng: 01/09/2014
| Bảng điểm | Bảng điểm | Bảng điểm | Bảng điểm | Bảng điểm | Bảng điểm | Bảng điểm    | Bảng điểm |
| --------- | --------- | --------- | --------- | --------- | --------- | ------------ | --------- |
| #         | Người mẫu | Tyra      | Kelly     | Miss J    | Thử thách | Truyền thông | Tổng điểm |
| 1         | Keith     | 10        | 7         | 9         | 10        | 5.8          | 41.8      |
| 2         | Lenox     | 8         | 8         | 9         | 7         | 7.6          | 39.6      |
| 3         | Mirjana   | 9         | 7         | 7         | 8         | 6.9          | 37.9      |
| 4         | Matthew   | 8         | 8         | 8         | 7         | 6.3          | 37.3      |
| 5         | Denzel    | 8         | 7         | 8         | 8         | 6.1          | 37.1      |
| 6         | Chantelle | 8         | 6         | 8         | 9         | 6.1          | 37.1      |
| 7         | Ben       | 7         | 7         | 8         | 8         | 6.9          | 36.9      |
| 8         | Romeo     | 9         | 7         | 8         | 8         | 4.7          | 36.7      |
| 9         | Kari      | 8         | 6         | 8         | 8         | 5.4          | 35.4      |
| 10        | Adam      | 9         | 7         | 6         | 6         | 6.7          | 34.7      |
| 11        | Raelia    | 7         | 6         | 7         | 8         | 5.9          | 33.9      |
| 12        | Shei      | 7         | 6         | 8         | 7         | 5.6          | 33.6      |
| 13        | Will      | 9         | 5         | 7         | 7         | 5.1          | 33.1      |
| 14        | Ivy       | 7         | 7         | 7         | 6         | 5.8          | 32.8      |

- Đạo diễn thử thách: Tony Croll
- Nhiếp ảnh gia: Erik Asla
- Khách mời: Alexis Borges

### Tập 4: The Guy Who Gets a Beard Weave
Ngày phát sóng: 08/09/2014
| Bảng điểm | Bảng điểm | Bảng điểm | Bảng điểm | Bảng điểm | Bảng điểm    | Bảng điểm |
| --------- | --------- | --------- | --------- | --------- | ------------ | --------- |
| #         | Người mẫu | Tyra      | Kelly     | Miss J    | Truyền thông | Tổng điểm |
| 1         | Ben       | 9         | 8         | 9         | 7.7          | 33.7      |
| 2         | Lenox     | 10        | 8         | 8         | 7.6          | 33.6      |
| 3         | Will      | 9         | 7         | 9         | 6.8          | 31.8      |
| 4         | Raelia    | 9         | 9         | 7         | 5.9          | 30.9      |
| 5         | Keith     | 9         | 7         | 8         | 6.8          | 30.8      |
| 6         | Matthew   | 8         | 7         | 8         | 7.3          | 30.3      |
| 7         | Mirjana   | 8         | 7         | 8         | 6.4          | 29.4      |
| 8         | Romeo     | 8         | 8         | 7         | 5.8          | 28.8      |
| 9         | Denzel    | 8         | 7         | 7         | 6.2          | 28.2      |
| 10        | Shei      | 6         | 7         | 7         | 7.3          | 27.3      |
| 11        | Adam      | 8         | 6         | 7         | 5.8          | 26.8      |
| 12        | Kari      | 7         | 7         | 6         | 6.4          | 26.4      |
| 13        | Chantelle | 7         | 6         | 7         | 6.3          | 26.3      |

- Nhiếp ảnh gia: An Le
- Khách mời: Cristophe, Cory Hindorff

### Tập 5: The Guy Who Starts a Fight
Ngày phát sóng: 15/09/2014
| Bảng điểm | Bảng điểm | Bảng điểm | Bảng điểm | Bảng điểm | Bảng điểm | Bảng điểm     | Bảng điểm |
| --------- | --------- | --------- | --------- | --------- | --------- | ------------- | --------- |
| #         | Người mẫu | Tyra      | Kelly     | Miss J    | Thử thách | Truyền thông  | Tổng điểm |
| 1         | Will      | 9         | 8         | 9         | 8         | 6.9           | 40.9      |
| 2         | Raelia    | 10        | 10        | 7         | 6         | 7.3           | 40.3      |
| 3         | Keith     | 9         | 8         | 8         | 7         | 7.3           | 39.3      |
| 4         | Mirjana   | 9         | 8         | 8         | 8         | 6.0           | 39.0      |
| 5         | Matthew   | 6         | 9         | 9         | 8         | 5.9           | 37.9      |
| 6         | Shei      | 10        | 6         | 7         | 8         | 6.3           | 37.3      |
| 7         | Denzel    | 8         | 7         | 8         | 7         | 5.6           | 35.6      |
| 8         | Kari      | 8         | 7         | 7         | 8         | 5.2           | 35.2      |
| 9         | Ben       | 5         | 8         | 7         | 9         | 5.6           | 34.6      |
| 10        | Adam      | 8         | 6         | 7         | 6         | 6.0           | 33.0      |
| 11        | Lenox     | 1         | 7         | 7         | 8         | 7.3           | 30.3      |
| 12        | Romeo     | 0         | 0         | 0         | 0         | Không công bố |           |

- Đạo diễn thử thách: Franco Lacosta

### Tập 6: The Girl Who Got Five Frames
Ngày phát sóng: 22/09/2014
| Bảng điểm | Bảng điểm | Bảng điểm | Bảng điểm | Bảng điểm | Bảng điểm | Bảng điểm    | Bảng điểm |
| --------- | --------- | --------- | --------- | --------- | --------- | ------------ | --------- |
| #         | Người mẫu | Tyra      | Kelly     | Miss J    | Thử thách | Truyền thông | Tổng điểm |
| 1         | Lenox     | 10        | 8         | 9         | 10        | 7.7          | 44.7      |
| 2         | Mirjana   | 9         | 9         | 9         | 9         | 7.2          | 43.2      |
| 3         | Raelia    | 9         | 9         | 8         | 9         | 5.7          | 40.7      |
| 4         | Shei      | 8         | 8         | 8         | 8         | 7.0          | 39.0      |
| 5         | Will      | 7         | 9         | 8         | 8         | 6.8          | 38.8      |
| 6         | Adam      | 8         | 8         | 8         | 9         | 5.5          | 38.5      |
| 7         | Matthew   | 6         | 8         | 8         | 10        | 6.3          | 38.3      |
| 8         | Denzel    | 9         | 7         | 8         | 9         | 5.2          | 38.2      |
| 9         | Kari      | 9         | 6         | 7         | 10        | 5.5          | 37.5      |
| 10        | Keith     | 9         | 7         | 7         | 8         | 5.9          | 36.9      |
| 11        | Ben       | 6         | 5         | 6         | 8         | 5.3          | 30.3      |

- Nhiếp ảnh gia: Massimo Campana
- Khách mời: Nina Burns, Nick Cannon

### Tập 7: The Guy Who Wears Heels
Ngày phát sóng: 03/10/2014
| Bảng điểm | Bảng điểm | Bảng điểm | Bảng điểm | Bảng điểm | Bảng điểm | Bảng điểm    | Bảng điểm |
| --------- | --------- | --------- | --------- | --------- | --------- | ------------ | --------- |
| #         | Người mẫu | Tyra      | Kelly     | Miss J    | Thử thách | Truyền thông | Tổng điểm |
| 1         | Lenox     | 10        | 10        | 9         | 8         | 8.2          | 45.2      |
| 2         | Adam      | 7         | 9         | 8         | 8         | 5.4          | 37.4      |
| 3         | Will      | 9         | 6         | 9         | 6         | 6.4          | 36.4      |
| 4         | Denzel    | 7         | 6         | 8         | 9         | 6.3          | 36.3      |
| 5         | Matthew   | 7         | 7         | 8         | 7         | 6.1          | 35.1      |
| 6         | Mirjana   | 8         | 6         | 7         | 5         | 7.2          | 33.2      |
| 7         | Keith     | 8         | 7         | 7         | 5         | 5.6          | 32.6      |
| 8         | Shei      | 6         | 6         | 8         | 6         | 6.5          | 32.5      |
| 9         | Raelia    | 4         | 7         | 9         | 6         | 5.4          | 31.4      |
| 10        | Kari      | 6         | 7         | 6         | 6         | 5.8          | 30.8      |

- Nhiếp ảnh gia: Franco Lacosta
- Khách mời: Lori Openden, Kristen Vadas

### Tập 8: The Girl Who Says It's Over
Ngày phát sóng: 10/10/2014
| Bảng điểm | Bảng điểm | Bảng điểm | Bảng điểm | Bảng điểm | Bảng điểm | Bảng điểm    | Bảng điểm |
| --------- | --------- | --------- | --------- | --------- | --------- | ------------ | --------- |
| #         | Người mẫu | Tyra      | Kelly     | Miss J    | Thử thách | Truyền thông | Tổng điểm |
| 1         | Lenox     | 10        | 10        | 10        | 6         | 7.9          | 43.9      |
| 2         | Will      | 9         | 10        | 8         | 8         | 7.1          | 42.1      |
| 3         | Shei      | 8         | 7         | 8         | 9         | 6.1          | 38.1      |
| 4         | Keith     | 9         | 7         | 7         | 9         | 5.9          | 37.9      |
| 5         | Adam      | 9         | 7         | 7         | 9         | 5.7          | 37.7      |
| 6         | Denzel    | 9         | 8         | 8         | 6         | 6.2          | 37.2      |
| 7         | Raelia    | 8         | 6         | 8         | 8         | 6.3          | 36.3      |
| 8         | Mirjana   | 9         | 8         | 7         | 6         | 5.9          | 35.9      |
| 9         | Matthew   | 7         | 7         | 7         | 8         | 6.2          | 35.2      |

- Nhiếp ảnh gia: Erik Asla
- Khách mời: Marvin Scott Jarett, Cory Hindorff, Ken Chahine

### Tập 9: The Guy Who Wows Betsey Johnson
Ngày phát sóng: 17/10/2014
| Bảng điểm | Bảng điểm | Bảng điểm | Bảng điểm | Bảng điểm | Bảng điểm | Bảng điểm    | Bảng điểm |
| --------- | --------- | --------- | --------- | --------- | --------- | ------------ | --------- |
| #         | Người mẫu | Tyra      | Kelly     | Miss J    | Thử thách | Truyền thông | Tổng điểm |
| 1         | Will      | 10        | 8         | 10        | 9         | 7.1          | 44.1      |
| 2         | Raelia    | 10        | 8         | 9         | 8         | 6.9          | 41.9      |
| 3         | Keith     | 9         | 9         | 8         | 9         | 6.3          | 41.3      |
| 4         | Shei      | 8         | 7         | 8         | 10        | 6.6          | 39.6      |
| 5         | Mirjana   | 8         | 9         | 7         | 7         | 7.8          | 38.8      |
| 6         | Adam      | 9         | 6         | 8         | 7         | 5.6          | 35.6      |
| 7         | Lenox     | 8         | 7         | 7         | 7         | 6.5          | 35.5      |
| 8         | Denzel    | 8         | 7         | 8         | 6         | 6.4          | 35.4      |

| # | Người mẫu | Bình chọn trung bình |
| - | --------- | -------------------- |
| 3 | Kari      | 5.69                 |
| 2 | Ivy       | 5.88                 |
| 1 | Chantelle | Chưa công bố         |
| 3 | Denzel    | 5.99                 |
| 2 | Matthew   | 6.41                 |
| 1 | Ben       | Chưa công bố         |

- Nhiếp ảnh gia: Erik Asla
- Khách mời: Alexis Borges, Betsey Johnson, Maxwell Amadeus, Altaf Maaneshia, Kiara Belen, Mitch Stone

### Tập 10: The Girl with the Bloodcurdling Scream
Ngày phát sóng: 24/10/2014
| # | Người mẫu | Bình chọn trung bình |
| - | --------- | -------------------- |
| 2 | Ben       | 6.44                 |
| 1 | Chantelle | 6.68                 |

| Bảng điểm | Bảng điểm | Bảng điểm | Bảng điểm | Bảng điểm | Bảng điểm | Bảng điểm    | Bảng điểm |
| --------- | --------- | --------- | --------- | --------- | --------- | ------------ | --------- |
| #         | Người mẫu | Tyra      | Kelly     | Miss J    | Thử thách | Truyền thông | Tổng điểm |
| 1         | Chantelle | 9         | 8         | 9         | 9         | 7.2          | 42.2      |
| 2         | Shei      | 10        | 6         | 8         | 8         | 8.5          | 40.5      |
| 3         | Lenox     | 9         | 8         | 8         | 6         | 7.6          | 38.6      |
| 4         | Adam      | 9         | 7         | 8         | 7         | 6.7          | 37.7      |
| 5         | Keith     | 7         | 8         | 7         | 7         | 6.3          | 35.3      |
| 6         | Will      | 8         | 7         | 7         | 6         | 7.0          | 35.0      |
| 7         | Raelia    | 7         | 8         | 7         | 6         | 6.2          | 34.2      |
| 8         | Mirjana   | 7         | 6         | 7         | 7         | 6.9          | 33.9      |

- Nhiếp ảnh gia: Erik Asla
- Khách mời: Mark "The Cobra Snake" Hunter

### Tập 11: What Happens on ANTM Stays on ANTM
Ngày phát sóng: 31/10/2014
- Khách mời: Jourdan Miller

### Tập 12: The Guy Who Parties Too Hard
Ngày phát sóng: 07/11/2014
| Bảng điểm | Bảng điểm | Bảng điểm | Bảng điểm | Bảng điểm | Bảng điểm | Bảng điểm    | Bảng điểm |
| --------- | --------- | --------- | --------- | --------- | --------- | ------------ | --------- |
| #         | Người mẫu | Tyra      | Kelly     | Miss J    | Thử thách | Truyền thông | Tổng điểm |
| 1         | Keith     | 10        | 10        | 10        | 9         | 7.4          | 46.4      |
| 2         | Will      | 10        | 10        | 10        | 8         | 7.8          | 45.8      |
| 3         | Lenox     | 8         | 10        | 7         | 7         | 7.7          | 39.7      |
| 4         | Shei      | 8         | 7         | 8         | 8         | 6.9          | 37.9      |
| 5         | Adam      | 9         | 8         | 7         | 7         | 5.2          | 36.2      |
| 6         | Chantelle | 6         | 6         | 8         | 9         | 6.8          | 35.8      |
| 7         | Raelia    | 6         | 6         | 7         | 10        | 6.4          | 35.4      |

- Nhiếp ảnh gia: Erik Asla
- Khách mời: BtoB, Michael Michalsky

### Tập 13: The Girl Who Gets Caught in a Lie
Ngày phát sóng: 14/11/2014
| Scores | Scores | Scores  | Scores | Scores | Scores |
| ------ | ------ | ------- | ------ | ------ | ------ |
| #      | Model  | Heather | Coco   | Anne.V | Total  |
| 1      | Jess   | 9,1     | 8,2    | 8,5    | 25,8   |
| 2      | Rosie  | 7,5     | 10,0   | 8,0    | 25,5   |
| 3      | Tao    | 7,4     | 8,2    | 9,0    | 24,6   |
| 4      | Tú     | 6,7     | 8,6    | 8,8    | 24,1   |
| 5      | Edita  | 7,2     | 8,0    | 8,0    | 23,2   |
| 6      | Sui He | 5,7     | 7,7    | 9,5    | 21,9   |

- Nhiếp ảnh gia: Erik Asla
- Khách mời: BtoB, Ben Baller, Jay Park, Jinny Kim, James Ju-hyun Lee, The Studio K, Mag & Logan, Sun-jung Lee

### Tập 14: The Guy With Moves Like Elvis
Ngày phát sóng: 21/11/2014
| Bảng điểm | Bảng điểm | Bảng điểm | Bảng điểm | Bảng điểm | Bảng điểm | Bảng điểm    | Bảng điểm |
| --------- | --------- | --------- | --------- | --------- | --------- | ------------ | --------- |
| #         | Người mẫu | Tyra      | Kelly     | Miss J    | Thử thách | Truyền thông | Tổng điểm |
| 1         | Adam      | 10        | 10        | 9         | 7         | 5.8          | 41.8      |
| 2         | Keith     | 7         | 9         | 8         | 9         | 6.2          | 39.2      |
| 3         | Will      | 9         | 7         | 8         | 7         | 6.8          | 37.8      |
| 4         | Lenox     | 9         | 7         | 8         | 6         | 7.2          | 37.2      |
| 5         | Shei      | 8         | 7         | 7         | 8         | 6.6          | 36.6      |

- Nhiếp ảnh gia: Massimo Campana
- Khách mời: Yoon Jong-hoon, Clara

### Tập 15: Finale Part One: The Last Girl Standing
Ngày phát sóng: 05/12/2014
| Bảng điểm | Bảng điểm   | Bảng điểm     | Bảng điểm    |
| --------- | ----------- | ------------- | ------------ |
| #         | Người mẫu   | Các giám khảo | Tổng điểm    |
| 1         | Adam        | 38.0          | 38.0         |
| 2         | Will        | 35            | 35.0         |
| 3         | Keith Lenox | Chưa công bố  | Chưa công bố |
| 4         | Keith Lenox | Chưa công bố  | Chưa công bố |

- Nhiếp ảnh gia: Yu Tsai
- Khách mời: Allison Harvard

### Tập 16: Finale Part Two: America's Next Top Model Is...
Ngày phát sóng: 05/12/2014
| Bảng điểm | Bảng điểm | Bảng điểm     | Bảng điểm |
| --------- | --------- | ------------- | --------- |
| #         | Người mẫu | Các giám khảo | Tổng điểm |
| 3         | Keith     | 34            | 34.0      |
| 4         | Lenox     | 31            | 31        |

| Bảng điểm | Bảng điểm | Bảng điểm     | Bảng điểm | Bảng điểm    | Bảng điểm |
| --------- | --------- | ------------- | --------- | ------------ | --------- |
| #         | Người mẫu | Các giám khảo | Thử thách | Truyền thông | Tổng điểm |
| 1         | Keith     | 37            | 8.3       | 6.4          | 51.70     |
| 2         | Will      | 35            | 7.3       | 6.9          | 49.20     |
| 3         | Adam      | 32            | 7.3       | 5.8          | 45.16     |

- Khách mời: Jourdan Miller, 2NE1

## Kết quả

### Thứ tự gọi tên
| 1  | Chantelle | Keith     | Ben       | Will    | Lenox   | Lenox   | Lenox   | Will    | Chantelle | Keith     | Keith     | Adam  | Adam  | Keith |  |  |  |  |  |  |  |  |
| 2  | Will      | Lenox     | Lenox     | Raelia  | Mirjana | Adam    | Will    | Raelia  | Shei      | Will      | Lenox     | Keith | Will  | Will  |  |  |  |  |  |  |  |  |
| 3  | Keith     | Mirjana   | Will      | Keith   | Raelia  | Will    | Shei    | Keith   | Lenox     | Lenox     | Will      | Will  | Keith | Adam  |  |  |  |  |  |  |  |  |
| 4  | Mirjana   | Matthew   | Raelia    | Mirjana | Shei    | Denzel  | Keith   | Shei    | Adam      | Shei      | Shei      | Lenox | Lenox |       |  |  |  |  |  |  |  |  |
| 5  | Kari      | Denzel    | Keith     | Matthew | Will    | Matthew | Adam    | Mirjana | Keith     | Adam      | Adam      | Shei  |       |       |  |  |  |  |  |  |  |  |
| 6  | Matthew   | Chantelle | Matthew   | Shei    | Adam    | Mirjana | Denzel  | Adam    | Will      | Chantelle | Chantelle |       |       |       |  |  |  |  |  |  |  |  |
| 7  | Lenox     | Ben       | Mirjana   | Denzel  | Matthew | Keith   | Raelia  | Lenox   | Raelia    | Raelia    |           |       |       |       |  |  |  |  |  |  |  |  |
| 8  | Ben       | Romeo     | Romeo     | Kari    | Denzel  | Shei    | Mirjana | Denzel  | Mirjana   |           |           |       |       |       |  |  |  |  |  |  |  |  |
| 9  | Romeo     | Kari      | Denzel    | Ben     | Kari    | Raelia  | Matthew |         |           |           |           |       |       |       |  |  |  |  |  |  |  |  |
| 10 | Ivy       | Adam      | Shei      | Adam    | Keith   | Kari    |         |         |           |           |           |       |       |       |  |  |  |  |  |  |  |  |
| 11 | Raelia    | Raelia    | Adam      | Lenox   | Ben     |         |         |         |           |           |           |       |       |       |  |  |  |  |  |  |  |  |
| 12 | Shei      | Shei      | Kari      | Romeo   |         |         |         |         |           |           |           |       |       |       |  |  |  |  |  |  |  |  |
| 13 | Adam      | Will      | Chantelle |         |         |         |         |         |           |           |           |       |       |       |  |  |  |  |  |  |  |  |
| 14 | Denzel    | Ivy       |           |         |         |         |         |         |           |           |           |       |       |       |  |  |  |  |  |  |  |  |

     Thí sinh bị loại
     Thí sinh bị tước quyền thi đấu
     Thí sinh ban đầu bị loại nhưng được cứu
     Thí sinh chiến thắng

### Bảng điểm
| Thứ hạng | Người mẫu | Tập  | Tập  | Tập  | Tập  | Tập  | Tập  | Tập  | Tập  | Tập  | Tập  | Tập  | Tập  | Tập   | Tổng điểm | Trung bình |
| Thứ hạng | Người mẫu | 3    | 4    | 5    | 6    | 7    | 8    | 9    | 10   | 12   | 13   | 14   | 15   | 16    | Tổng điểm | Trung bình |
| -------- | --------- | ---- | ---- | ---- | ---- | ---- | ---- | ---- | ---- | ---- | ---- | ---- | ---- | ----- | --------- | ---------- |
| 1        | Keith     | 41.8 | 30.8 | 39.3 | 36.9 | 32.6 | 37.9 | 41.3 | 35.3 | 46.4 | 44.4 | 39.2 | 34.0 | 51.70 | 511.6     | 39.4       |
| 2        | Will      | 33.1 | 31.8 | 40.9 | 38.8 | 36.4 | 42.1 | 44.1 | 35.0 | 45.8 | 39.8 | 37.8 | 35.0 | 49.20 | 509.8     | 39.2       |
| 3        | Adam      | 34.7 | 26.8 | 33.0 | 38.5 | 37.4 | 37.7 | 35.6 | 37.7 | 36.2 | 37.0 | 41.8 | 38.0 | 45.16 | 479.6     | 36.9       |
| 4        | Lenox     | 39.6 | 33.6 | 30.3 | 44.7 | 45.2 | 43.9 | 35.5 | 38.6 | 39.7 | 42.0 | 37.2 | 31.0 |       | 461.3     | 38.4       |
| 5        | Shei      | 33.6 | 27.3 | 37.3 | 39.0 | 32.5 | 38.1 | 39.6 | 40.5 | 37.9 | 38.5 | 36.6 |      |       | 400.9     | 36.4       |
| 6        | Chantelle | 37.1 | 26.3 |      |      |      |      |      | 42.2 | 35.8 | 33.7 |      |      |       | 175.1     | 35.0       |
| 7        | Raelia    | 33.9 | 30.9 | 40.3 | 40.7 | 31.4 | 36.3 | 41.9 | 34.2 | 35.4 |      |      |      |       | 325.0     | 36.1       |
| 8        | Mirjana   | 37.9 | 29.4 | 39.0 | 43.2 | 33.2 | 35.9 | 38.8 | 33.9 |      |      |      |      |       | 291.3     | 36.4       |
| 9        | Denzel    | 37.3 | 28.2 | 35.6 | 38.2 | 36.3 | 37.2 | 35.4 |      |      |      |      |      |       | 248.2     | 35.5       |
| 10       | Matthew   | 37.7 | 30.3 | 37.9 | 38.3 | 35.1 | 35.2 |      |      |      |      |      |      |       | 214.4     | 35.7       |
| 11       | Kari      | 35.4 | 26.4 | 35.2 | 37.5 | 30.8 |      |      |      |      |      |      |      |       | 165.3     | 33.0       |
| 12       | Ben       | 36.9 | 33.7 | 34.6 | 30.3 |      |      |      |      |      |      |      |      |       | 135.5     | 33.9       |
| 13       | Romeo     | 36.7 | 28.8 | Loại |      |      |      |      |      |      |      |      |      |       | 65.5      | 32.7       |
| 14       | Ivy       | 32.8 |      |      |      |      |      |      |      |      |      |      |      |       | 32.8      | 32.8       |

     Thí sinh có điểm cao nhất tuần
     Thí sinh chiến thắng
     Thí sinh bị loại
     Thí sinh bị tước quyền thi đấu
     Thí sinh bị loại nhưng được cứu

### Buổi chụp ảnh
- Tập 1: Chụp ảnh selfie trên sàn catwalk (casting phần 1)
- Tập 2: Đồ tắm da trên cát (casting phần 2)
- Tập 3: Video mở đầu chương trình; Ảnh trắng đen bị tạt nước
- Tập 4: Ảo ảnh hai chiều
- Tập 5: Quảng cáo nước hoa kiểu Góa phụ đen theo cặp
- Tập 6: Video chuyển động: Hất tóc
- Tập 7: Đóng băng
- Tập 8: Tương lai với Corybot
- Tập 9: Ảnh quảng cáo cho keo xịt tóc Mitch Stone
- Tập 10: Cặp đôi trái ngược cho phòng chống HIV
- Tập 12: Tạo dáng với túi xách MCM tại Tòa thị chính Seoul
- Tập 13: Tạo dáng với giày Jinny Kim tại Gyeongbokgung
- Tập 14: Hóa thân thành Elvis Presley và Marilyn Monroe trên đường phố
- Tập 15: Ảnh quảng cáo cho mỹ phẩm Tyra Beauty; Ảnh quảng cáo cho Guess
- Tập 16: Ảnh bìa tạp chí Nylon

## Tỉ suất người xem
| Thứ tự tập trong ANTM | Thứ tự tập trong mùa | Tập                                               | Ngày phát sóng       | Người xem (Triệu người) | 18–49 Tỉ suất/Chia sẻ |
| --------------------- | -------------------- | ------------------------------------------------- | -------------------- | ----------------------- | --------------------- |
| 258                   | 1                    | "The Boyz R Back"                                 | 18 tháng 8 năm 2014  | 1.18                    | 0.5/1                 |
| 259                   | 2                    | "The Guy Who Gets a Second Chance"                | 25 tháng 8 năm 2014  | 0.97                    | 0.4/1                 |
| 260                   | 3                    | "The Girl Who's A Player"                         | 1 tháng 9 năm 2014   | 1.23                    | 0.4/1                 |
| 261                   | 4                    | "The Guy Who Gets A Beard Weave"                  | 8 tháng 9 năm 2014   | 0.99                    | 0.4/1                 |
| 262                   | 5                    | "The Guy Who Starts a Fight"                      | 15 tháng 9 năm 2014  | 1.00                    | 0.4/1                 |
| 263                   | 6                    | "The Girl Who Got Five Frames"                    | 22 tháng 9 năm 2014  | 1.17                    | 0.4/1                 |
| 264                   | 7                    | "The Guy Who Wears Heels"                         | 3 tháng 10 năm 2014  | 1.12                    | 0.4/1                 |
| 265                   | 8                    | "The Girl Who Says It's Over"                     | 10 tháng 10 năm 2014 | 1.04                    | 0.4/1                 |
| 266                   | 9                    | "The Guy Who Wows Betsey Johnson"                 | 17 tháng 10 năm 2014 | 1.06                    | 0.3/1                 |
| 267                   | 10                   | "The Girl with the Bloodcurdling Scream"          | 24 tháng 10 năm 2014 | 1.08                    | 0.3/1                 |
| 268                   | 11                   | "What Happens on ANTM Stays on ANTM"              | 31 tháng 10 năm 2014 | 0.80                    | 0.3/1                 |
| 269                   | 12                   | "The Guy Who Parties Too Hard"                    | 7 tháng 11 năm 2014  | 1.08                    | 0.4/1                 |
| 270                   | 13                   | "The Girl Who Gets Caught in a Lie"               | 14 tháng 11 năm 2014 | 1.19                    | 0.4/1                 |
| 271                   | 14                   | "The Guy with Moves Like Elvis"                   | 21 tháng 11 năm 2014 | 1.16                    | 0.4/1                 |
| 272                   | 15                   | "Finale Part One: The Last Girl Standing"         | 5 tháng 12 năm 2014  | 1.16                    | 0.4/1                 |
| 273                   | 16                   | "Finale Part Two: America's Next Top Model Is..." | 5 tháng 12 năm 2014  | 1.16                    | 0.4/1                 |